# Tanja Šmid
Tanja Šmid (ur. 29 kwietnia 1990) – słoweńska pływaczka, wicemistrzyni Europy na basenie 25-m.
Specjalizuje się w pływaniu stylem klasycznym. Największym jej sukcesem jest srebrny medal w mistrzostwach Europy na basenie 25-metrowym w Eindhoven w 2010 roku w wyścigu na 200 m tym stylem. 
Uczestniczka igrzysk olimpijskich w Londynie (2012) na 200 m żabką (33. miejsce).